# Дрожняк, Эдвард
Эдвард Дрожняк (пол. Edward Drożniak; 21 августа 1902, Ченстохова — 1 ноября 1966, Вашингтон, США) — польский политический и государственный деятель, дипломат, экономист, банкир
, президент Национального банка Польши (1945—1949 и 1956—1961), педагог, депутат государственного национального совета (1945—1947) и Сейма Польской Народной Республики (1957—1961).

## Биография
Окончил Варшавскую школу экономики. Позже преподавал в Альма матер.

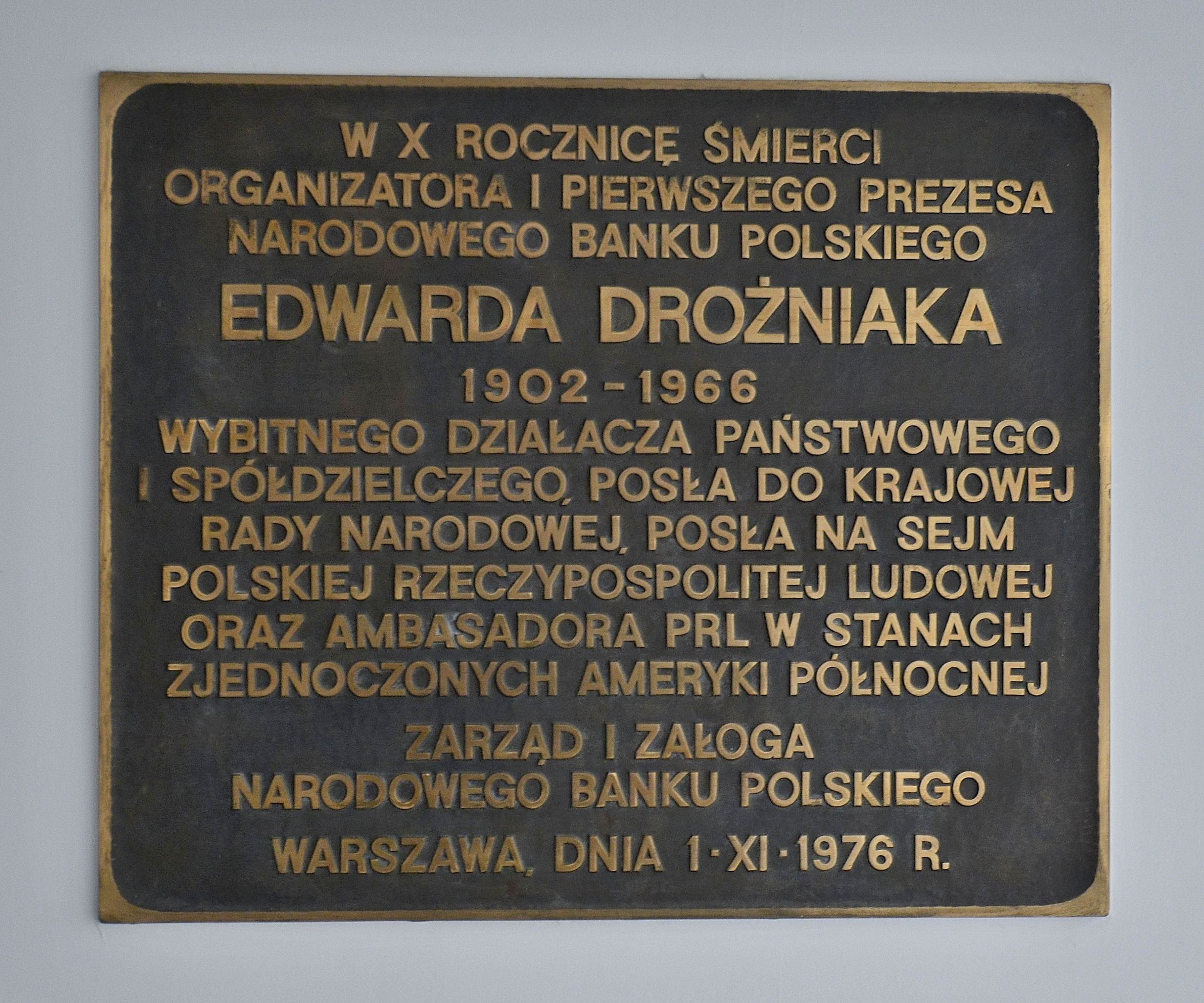
Мемориальная таблица в Варшаве

Член ПОРП. С 1958 года — деятель общепольского комитета Фронта единства народа.
Умер от сердечного приступа в Вашингтоне. Похоронен на Воинском кладбище в Повонзках.